# خبرگزاری فرانسه
خبرگزاری فرانسه یا فرانس پرس (به فرانسوی: Agence France-Presse (AFP))، یک خبرگزاری فرانسوی است. این خبرگزاری قدیمی‌ترین خبرگزاری جهان و یکی از سه خبرگزاری بزرگ جهان، همراه با آسوشیتدپرس و رویترز است.
خبرگزاری فرانسه در پاریس مستقر است و دارای مراکز منطقه‌ای در هنگ‌کنگ، نیکوزیا، قبرس، مونته‌ویدئو، سائوپائولو، واشینگتن و همچنین دفاتر در ۱۵۱ کشور است. این خبرگزاری اخبار را به زبان‌های فرانسوی، انگلیسی، عربی، اسپانیایی، آلمانی، و پرتغالی گزارش می‌دهد.
در سال ۱۸۳۵ توسط چالرز-لوئیس هاواس راه‌اندازی‌شد. رویتر و ولف، بنیان‌گذاران دو خبرگزاری دیگر در لندن و برلین، از کارمندان این خبرگزاری بودند.
در سال ۱۹۵۳ با تصویب پارلمان فرانسه AFP به عنوان یک سازمان مستقل از دولت با مأموریت گزارش رویدادها به‌طور صحیح و بدون هرگونه دخالت و نفوذ یا کنترل و حمایت گروه‌های سیاسی، ایدئولوژی یا اقتصادی تشکیل‌گردید.

## درآمد
درآمد اصلی آن از مشترکان دولتی است که در سال ۲۰۱۱ رقمی بالغ بر ۱۱۵ میلیون یورو بوده‌است.

## ساختار مالکیت و اداره
AFP یک شرکت سهامی تحت قانون دولت است که استقلال مالی از دولت دارد. یک هیئت مدیره ۱۵ نفره مدیرعامل را برای سه سال انتخاب می‌کند. ترکیب هیئت مدیره عبارتند از هشت نماینده مطبوعات، دو نماینده از کارکنان AFP، دو نماینده از رادیو تلویزیون دولتی و سه نماینده از دولت شامل نماینده نخست‌وزیر، وزارت خارجه و وزارت اقتصاد. یک شورای نظارت زیر نظر هیئت مدیره وظیفه نظارت بر استقلال AFP را دارد. سردبیری AFP توسط شبکه‌ای از خبرنگاران ارشد انجام می‌شود. هرکدام از دفاتر منطقه‌ای از نظر مالی مستقل است و سردبیر ارشد و مدیرعامل خود را دارد.